# Fêtes et jours fériés au Luxembourg
En 2025, le Luxembourg compte 11 jours fériés (fêtes religieuses et civiles) légalement définis par le Code du travail.
Si l’un des jours fériés tombe un dimanche, les personnes visées ont droit à un jour de congé compensatoire à prendre individuellement dans un délai de trois mois à partir de la date du jour férié en question. Ce jour de congé compensatoire doit être pris en nature et ne peut pas être remboursé par une compensation financière.

## Histoire
Le 27 mars 2019, le Parlement luxembourgeois vote en faveur du projet de loi visant à instaurer la journée de l'Europe comme jour férié et à passer de 25 à 26 jours de congés légaux. Ces changements sont inscrits au Mémorial le 25 avril suivant, la dernière hausse du nombre de jours de congés date de l’année 1975,.
En novembre 2019, une pétition à la Chambre vise à rendre férié la Saint-Nicolas. Célébrée le 6 décembre de chaque année, cette journée est aussi importante que Noël et permet d'ores et déjà aux élèves de l'école fondamentale à rester chez eux.

## Fêtes fériées

### Fêtes civiles
- 1er janvier, Jour de l'an, nommé également « Nouvel an ».
- 1er mai, fête du Travail.
- Journée de l'Europe (9 mai), anniversaire de la déclaration Schuman le 9 mai 1950, devenue un jour férié en 2019.
- Fête nationale (23 juin) : célébration publique de l’anniversaire du Grand-Duc.

### Fêtes religieuses chrétiennes
- Lundi de Pâques : date variable, Pâques tombe un dimanche compris entre le 22 mars et le 25 avril suivant un calcul se référant à la lune après le 21 mars ; célébration de la résurrection de Jésus.
- Jeudi de l'Ascension (40 jours après Pâques) : date variable, fête commémorant la montée de Jésus au ciel.
- Lundi de Pentecôte (50 jours après Pâques) : date variable, fête commémorant l'envoi de l'Esprit-Saint aux disciples et la naissance de l'Église.
- Assomption (15 août) : fête célébrant la montée au ciel de Marie, mère de Jésus.
- Toussaint (1er novembre) : fête célébrant tous les saints.
- Noël (25 décembre) : fête célébrant la naissance de Jésus Christ ; la veille est consacrée au réveillon de Noël et la messe de minuit dans certains pays par les chrétiens.
- Saint Étienne (26 décembre) : premier martyr chrétien.

## Fêtes non fériées

### Fêtes civiles
- Journée européenne de la protection des données (28 janvier)
- Journée mondiale contre le cancer (4 février) : consacrée à la prévention, la détection et le traitement du cancer.
- Fête des amoureux (14 février) : jour de la Saint-Valentin.
- Journée nationale de la Résistance (28 février).
- Journée internationale des droits des femmes (8 mars) : consacrée à la lutte pour les droits des femmes et notamment pour la réduction des inégalités par rapport aux hommes.
- Dimanche des bretzels (lb) (en luxembourgeois : Bretzelsonndeg ; 4e dimanche de Carême).
- Journée internationale de la francophonie (20 mars).
- Journée internationale des forêts (21 mars).
- Journée mondiale de l'eau (22 mars).
- Couronne de mai (en luxembourgeois : Meekranz ; 1er mai).
- Journée internationale des infirmières (12 mai).
- Journée mondiale contre l'homophobie et la transphobie (17 mai).
- Journée mondiale de l'environnement (5 juin).
- Journée de la commémoration nationale (10 octobre).
- Journée mondiale de lutte contre le sida (1er décembre) : journée internationale consacrée à la sensibilisation de la pandémie du sida.

### Fêtes catholiques
- Journée des trois rois (en luxembourgeois : Dräikinneksdag) ou Épiphanie (6 janvier) : célébrée le premier dimanche après le 1er janvier du fait d'un indult papal[5].
- Chandeleur (en luxembourgeois : Liichtmëssdag ; 2 février) : Présentation du Christ au Temple (fête de tous les consacrés).
- Dimanche des Brandons (en luxembourgeois : Buergbrennen) : date variable, le premier dimanche après carnaval ; les Buergen (brandons) sont allumés à travers le Grand-Duché pour chasser l’hiver. Cette fête traditionnelle réunit chaque année des milliers de personnes[6].
- Saint-Martin (11 novembre), patron de l'armée luxembourgeoise.
- Saint-Nicolas (en luxembourgeois : Kleeschen ; 6 décembre) : fête également populaire dans l'Est et le Nord de la France[7].

### Fêtes protestantes
Fête de la Réformation : 31 octobre et commémore le commencement historique de la Réforme Protestante.